# Jorge de Villalonga
Jorge de Villalonga, second comte de la Cueva (né en 1664) est un avocat espagnol, général et premier vice-roi officiel de la Nouvelle-Grenade, du 25 novembre 1719 au 11 mai 1724.

## Biographie
Dans l'armée Villalonga atteint le grade de lieutenant-général. Il est membre du conseil de guerre et avocat auprès du royaume de Majorque. À Madrid, il se marie avec sa nièce Catalina María de Villalonga y de Velasco, fille de son frère Francisco. En 1708, il est nommé responsable du port et du presidio de Callao au Pérou.
Le 15 décembre 1718 alors qu'il sert à la tête de l'armée au Pérou, il reçoit sa nomination en tant que premier vice-roi officiel de la récemment créée Nouvelle-Grenade. La nouvelle colonie inclut les pays actuels du Venezuela, de la Colombie, du Panama et de l'Équateur. Jusqu'au 27 mai 1717, ce territoire faisait partie de la vice-royauté du Pérou.
Villalonga fait un long voyage dans les terres pour prendre son nouveau poste, s'arrêtant à Quito et Popayán. Le 17 décembre 1718, il fait grande impression aux habitants de Santa Fe de Bogota par la grande pompe de son entrée solennelle dans la capitale. Son style de vie continue à contraster grandement avec la pauvreté de la plupart des habitants de la ville.
Le vice-roi a des ordres spécifiant de supprimer le désordre et la corruption rampante parmi les officiers royaux de la colonie. En novembre 1720, les forces espagnoles attaquent l'établissement hollandais présent depuis longtemps à Tucacas, sur la côte de ce qui est maintenant le Venezuela. C'est un centre de contrebande. Il est largement détruit par les Espagnols, notamment une synagogue présente dans cette ville. En 1721, suivant les ordres du cabinet de Madrid, Villalonga exclut tous les étrangers, résidents ou visiteurs temporaires à l’exception des hommes mariés à des femmes nées dans la colonie. Il prend directement le contrôle du Trésor. Il améliore l'état civil et aide à la fondation du collège jésuite dans la ville de Santa Fe de Antioquia. En 1722, il porte des accusations contre le comptable Domingo de Mena. Toutefois son administration est connue pour son arbitraire et sa corruption. Les instructions de Villalonga requéraient également d'empêcher le développement de la culture de la vigne et des industries textiles pour protéger l'industrie espagnole de la compétition économique.
Le vice-roi Villalonga envoie des recommandations répétées à la Couronne pour abolir la vice-royauté et rétablir l'ancien gouvernement sous souveraineté péruvienne, pour le bien de l'économie. Il prétend que la colonie était trop pauvre pour soutenir un gouvernement de vice-royauté, qu'il y avait peu d'Espagnols et beaucoup d'Indiens à ses frontières. En septembre 1723, après trois ans d'administration Villalonga, le roi mit fin au débat et la réunification prit effet le 11 mai 1724. Villalonga quitta Bogota le 31 mai de la même année. Les deux colonies restèrent unies jusqu'en 1740, quand la vice-royauté de Nouvelle-Grenade fut rétablie, cette fois de manière permanente.

## Sources
- (en) Cet article est partiellement ou en totalité issu de l’article de Wikipédia en anglais intitulé « Jorge de Villalonga » (voir la liste des auteurs).